# Broesilovoffensief
Het Broesilovoffensief was het grootste Russisch offensief aan het oostfront in de Eerste Wereldoorlog. De slag vond plaats van 4 juni – 20 september 1916 en werd uitgevochten tussen enerzijds het keizerrijk Rusland en anderzijds het Duitse Keizerrijk en Oostenrijk-Hongarije. Het offensief kan gezien worden als de grootste Russische overwinning in de Eerste Wereldoorlog, maar tevens in termen van mensenlevens de duurste.
Het offensief maakte deel uit van een gecoördineerde Russisch-Frans-Britse strategie, die was vastgelegd in de zogenoemde Chantilly-akkoorden van 1915 en 1916. Het plan was om de westelijke geallieerden te ontlasten en in het bijzonder de Duitsers te dwingen hun offensief te Verdun af te breken of ten minste legers daar weg te halen.

## Het offensief
Een eerste offensief vond plaats in de noordelijke sector. De Russen beschikten hier over tweemaal zoveel militairen als het Duitse leger. Zij zetten hun aanval in ten noorden van de rivier de Pripjat, met de bedoeling Vilnius in te nemen. De coördinatie tussen de verschillende onderdelen in het Russisch leger liep echter nogal stroef en bovendien wisten de Duitsers al twee weken voordien wat er zou gebeuren. De Russische artillerie vuurde in het wilde weg, omdat er geen verkenningswerk was uitgevoerd, en had hierdoor weinig effect op het verloop van de strijd. De Russische troepen die het Duits front konden bereiken werden neergemaaid door Duits granaatvuur.  Deze massale Russische aanval wist niks te bereiken.
Op 4 juni 1916 kreeg generaal Aleksej Broesilov het bevel over de vier Russische legers van het zuidwestelijke front. Op 8 juni doorbraken deze Russische troepen moeiteloos de eerste lijn van het Tweede en Vierde Oostenrijks Leger en veroverden de stad Loetsk. De Oostenrijkse bevelhebber, aartshertog Jozef Ferdinand, kon nog net op tijd ontkomen voordat de Russen de stad innamen. Tegen die tijd waren de Oostenrijks-Hongaarse troepen in volle terugtrekking. Het Oostenrijks-Hongaars leger verloor bij deze veldslag zo'n 1,5 miljoen manschappen en ongeveer 25.000 km² grondgebied. De Russen hadden naar eigen zeggen meer dan 300.000 krijgsgevangenen gemaakt, maar hadden zelf een miljoen doden en gewonden geleden. Broesilovs troepen raakten hierdoor echter zo verspreid dat hij liet weten dat verder succes van de operatie afhing van Aleksej Evert en diens deel van het offensief. Evert begon echter verlaat aan zijn deel van het offensief, waardoor de Duitse legerleiding tijd had om versterkingen naar het oostfront te sturen.
In een vergadering gehouden op dezelfde dag dat Loetsk viel, overtuigde de Duitse chef van de staf Erich von Falkenhayn zijn Oostenrijkse tegenhanger Franz Conrad von Hötzendorf ervan om troepen van het Italiaanse front terug te trekken om een tegenaanval op de Russen uit te voeren in Galicië. Veldmaarschalk Paul von Hindenburg, de Duitse opperbevelhebber in het oosten (Oberkommando-Ost), kon door goede spoorwegverbindingen de Duitse versterkingen naar het front brengen.
Uiteindelijk werd op 18 juni onder Evert een slecht voorbereid offensief uitgevoerd. Op 24 juni voerde Alexander von Linsingen  zuidelijk van Kovel een tegenaanval uit tegen de Russen en wist de Russische opmars tijdelijk een halt toe te roepen. Op 28 juli hervatte Broesilov zijn offensief, en hoewel zijn troepen een tekort aan voorraden hadden bereikten ze de Karpaten op 20 september. Alle betrokken troepen raakten uitgeput en het offensief bloedde eind september uiteindelijk dood toen de Russische troepen overgeplaatst werden om Roemenië te helpen, dat overlopen werd door het Oostenrijks-Hongaarse en Duitse leger.

## Effect
Het Broesilovoffensief werd gezien als de grootste maar tevens de duurste overwinning van het Russische leger. Het strategische doel van het offensief, namelijk de Duitsers dwingen hun offensief bij Verdun te staken en legers naar het oosten te verplaatsen, werd bereikt. Het Russische leger verloor echter tussen een half miljoen en een miljoen doden en krijgsgevangenen, hetgeen bijdroeg aan de onvrede en maatschappelijke ontwrichting die mede leidde tot het uitbreken van de Russische Revolutie.
Het offensief was een belangrijke factor in de Roemeense beslissing aan de kant van de geallieerden in de oorlog te stappen. Het land had aanspraken op Transsylvanië en hoopte deze te gelde te maken door op de golf van dit offensief mee te liften en Oostenrijk-Hongarije daar aan te vallen. Hoewel Roemenië uiteindelijk uit de oorlog kwam met forse gebiedsuitbreidingen (het verkreeg niet alleen Transsylvanië maar ook Bessarabië, de Boekovina en de noordelijke Dobroedzja) waren de kortetermijngevolgen desastreus: Roemenië werd door de centralen onder de voet gelopen en verloor meer dan 300.000 doden.
Aleksej Broesilov bracht een nieuwe tactiek in het veld. In plaats van grote aanvalsgolven, koos hij ervoor kleinere eenheden tegen zwakke plekken in de vijandelijke linies in te zetten, waarna de rest van het leger door het ontstane gat kon aanvallen. Generaal Evert, die de hoofdaanval leidde waarvan het Broesilovoffensief slechts een onderdeel was, hield echter vast aan de orthodoxe tactieken met als gevolg hoge verliezen aan Russische zijde. De Duitsers namen de tactiek van Broesilov over en zetten deze succesvol in tijdens de Kaiserschlacht.